# Александър Белов (баскетболист)
Александър Белов (на руски: Белов, Александр Александрович) е съветски баскетболист, играл като център. Най-известен е като автор на победния кош във финала на Олимпийските игри в Мюнхен през 1972 г., който донася първа олимпийска титла на националния отбор на СССР и първа загуба на САЩ в баскетболния турнир на Олимпийските игри.
Освен олимпийски шампион, Белов е световен и двукратен европейски първенец в състава на СССР. Въпреки че живее само 26 години, е смятан за един от най-значимите европейски баскетболисти и през 2007 г. е сред първите включени в Залата на славата на ФИБА.

## Клубна кариера
През цялата си кариера на клубно ниво играе за Спартак (Ленинград) под ръководството на треньора Владимир Кондрашин. Част е от състава на Спартак при спечелването на единствената шампионска титла на СССР в историята на „червено-белите“ през 1975 г. През 1973 и 1975 г. Белов печели Купа Сапорта (Купа на носителите на национални купи на ФИБА) със Спартак. По време на кариерата на Белов питерци редовно са в призовата тройка на първенството, като 7 пъти завършва на второ място и веднъж на трето.
През 1975 г. е изтеглен от драфта в НБА от Ню Орлиънс Джаз, но поради забраната от страна на комунистическата система спортисти да играят професионално в чужбина не отива в САЩ.

## Национален отбор
Първият голям турнир, на който Белов участва в националния отбор на СССР, е Евробаскет 1969 в Италия. „Сборная“ става шампион, а две години по-късно на първенството на Европа във ФРГ защитава титлата си. През 1972 г. тимът печели за първи път в историята си Олимпийска титла в Мюнхен, като във финала Александър вкарва победния кош за успеха над САЩ. Александър вкарва по 14.4 точки средно на мач и добавя 5 борби. В мач от груповата фаза срещу Пуерто Рико вкарва 35 точки.
На Световното първенство през 1974 г. СССР става шампион, а Александър е водещ играч на тима с по 14.6 точки средно на мач. Участва и на Евробаскет 1975, където СССР губи финала и на Олимпийския турнир през 1976 г. (бронзов медал).

## Скандали
През пролетта на 1973 г. след завръщане на националния отбор от турне в САЩ и Южна Америка Белов е уличен в контрабанда заедно с трима свои съотборници. Получава доживотно наказание да не играе баскетбол, но впоследствие наказанието е отменено.
През 1977 г. е задържан заради пренос на икони след проверка при пътуване в чужбина. Заради това е лишен от званието „Заслужил майстор на спорта“ и наказан да не играе 1 година. Забраната отпада след ходатайство на треньора Владимир Кондрашин. Смята се, че наказанието е наложено след отказ на Белов да стане играч на ЦСКА Москва.

## Болест и смърт
Скандалът и наказанието на Белов сериозно влошават неговото здраве. Когато в началото на 1978 г. се завръща в игра, е значително отслабнал. Пренебрегва препоръките не лекарите за почивка в желанието си да си върне предишната форма. През август 1978 г. се завръща в националния отбор, но по време на лагера му прилошава. Открита му е ангиосаркома на сърцето и в резултат на напредналия стадий на заболяването Белов умира на 26-годишна възраст.

## Успехи

### Клубни
- Шампион на СССР – 1975
- Купа Сапорта – 1973, 1975

### Национален отбор
- Олимпийски шампион – 1972
- Европейски шампион – 1969, 1971
- Световен шампион – 1974

### Индивидуални
- Член на Залата на славата на ФИБА – 2007